# Buriram
Pour la province de Thaïlande, voir Province de Buriram.
Buriram est une ville du nord-est de la Thaïlande, chef-lieu de la province de Buriram. En 2005, elle comptait 28 233 habitants.
Cette petite ville est surtout connue depuis les années 2010 pour son équipe de football.
À 40 km au sud de la ville se trouve un important vieux temple khmer, le Prasat Phnom Rung.

## Personnalités liées
- Chai Chidchob et ses fils Newin Chidchob et Saksayan Chidchob, hommes politiques[2]
- Lisa (rappeuse)